# Domenico Toscano
Domenico Toscano, detto Mimmo (Cardeto, 4 agosto 1971), è un allenatore di calcio ed ex calciatore italiano, di ruolo centrocampista, tecnico del Catania.
A livello individuale, Toscano, è stato eletto Panchina d'oro di Prima Divisione (2012). È l'unico tecnico nella storia del calcio italiano ad aver vinto cinque campionati di Serie C.

## Carriera

### Giocatore
Cresciuto alla Reggina, nel 1989, all'età di 18 anni, è mandato in prestito all'Adelaide Nicastro, squadra calabrese di Serie C2 con cui gioca 20 gare di campionato. A fine stagione rientra alla base in Serie B, ma nel novembre 1990 va in prestito in Serie C2 al Treviso, dove in 19 presenze realizza i primi 3 gol da professionista.
Nella stagione successiva raccoglie le prime 3 presenze alla Reggina, in Serie C1, ma nel novembre 1991 scende ancora di categoria passando in prestito al Catanzaro, dove gioca con continuità. Nell'annata successiva torna in Serie C1 e disputa 20 gare al Potenza,. Nel 1993 rientra a Reggio Calabria, in Serie C1, dove resta per quattro stagioni consecutive nelle quali ottiene la promozione in Serie B nel 1994-1995 e la salvezza nei cadetti nel 1995-1996. Il suo esordio in Serie B avviene il 27 agosto 1995 in Reggina-Ancona (2-2).
Nel 1997 è ingaggiato dal Cosenza, con cui guadagna subito la promozione in Serie B: sotto la guida di Giuliano Sonzogni disputa 25 gare e mette a segno 4 reti, una delle quali, cruciale per il trionfo nel campionato, fu messa a segno nell''ultima giornata, durante il trionfale incontro in trasferta contro il Casarano. Resta in rossoblù nella successiva stagione cadetta, conclusa con salvezza; scende in campo 14 volte, firmando il gol dell'ex sin Reggina-Cosenza 2-1 al Granillo.
Nell'ottobre 1999 va alla Lucchese, in C1, collezionando sotto la guida di Corrado Orrico 24 presenze. Segue un biennio alla Lodigiani, con cui gioca due campionati di C1: 29 gare e 4 gol nel primo, 18 gare e 1 gol nel secondo. L'anno successivo è alla Nocerina, in C2, poi si trasferisce al Rende dove vince il girone di Serie D 2003-2004, mettendo a referto 23 presenze e 2 gol. L'anno seguente, coi rendesi, disputa 13 gare in C2 prima di ritirarsi.
Ha collezionato 52 presenze in B, 3 gol, 2 promozioni in B, una promozione in C2.

### Allenatore

#### Rende e Cosenza
Inizia la carriera in panchina allenando la formazione Berretti del Rende. Nel 2007 approda al Cosenza, in Serie D: porta la squadra silana alla doppia promozione consecutiva (un avvenimento senza precedenti nella lunga storia del club rossoblù), dai dilettanti alla Prima Divisione. Durante la stagione 2009-2010 è esonerato a cinque gare dalla fine del campionato. Conduce i cosentini alla finale di Coppa Italia Lega Pro, persa col Lumezzane (4-1 a Lumezzane, 1-1 a Cosenza); richiamato alla guida dei silani nel giugno 2010 in vista della successiva stagione di Prima Divisione, è esonerato prima dell'inizio del campionato.

#### Ternana, Novara e ritorno alla Ternana
Il 29 giugno 2011 diventa allenatore della Ternana, che nel 2011-2012 guida alla promozione in Serie B con due giornate di anticipo rispetto alla fine del campionato; il risultato gli vale il premio Panchina d'oro di Prima Divisione. Il 25 agosto 2012 debutta da allenatore in Serie B, nella partita persa sul campo della Pro Vercelli (1-0). Il successivo 10 dicembre inizia a frequentare a Coverciano il corso di abilitazione al maste per allenatori professionisti Prima Categoria-UEFA Pro. Dopo aver condotto la squadra al nono posto in cadetteria nel 2012-2013, durante Ternana-Empoli, tredicesima giornata del campionato 2013-2014, raggiunge quota 100 panchine ufficiali con il club rossoverde. Il 31 dicembre 2013, pagando i negativi risultati maturati nel girone di andata, viene esonerato dalla società; chiude con gli umbri con un bilancio di 39 vittorie, 40 pareggi e 29 sconfitte in gare ufficiali.
Il 3 luglio 2014 assume la guida tecnica del Novara, squadra appena retrocessa in Lega Pro. Il 10 maggio 2015 con i piemontesi ottiene la promozione in Serie B e annessa vittoria del campionato; due settimane dopo, la squadra conquista anche la Supercoppa di Lega Pro. Il 10 luglio seguente lascia la squadra novarese e una settimana dopo torna alla Ternana, in Serie B; tuttavia la seconda esperienza a Terni si rivela breve e negativa per il tecnico, concludendosi con le dimissioni il 23 settembre 2015 a causa degli scarsi risultati.

#### Avellino, Feralpisalò e Reggina
Il 4 giugno 2016 diviene allenatore dell'Avellino, in serie cadetta. Il successivo 26 novembre, a causa dei deludenti risultati, viene esonerato dalla società irpina; l'esperienza in Campania si conclude con un bilancio di 4 vittorie, 4 pareggi e 9 sconfitte in 17 gare ufficiali.
Il 27 febbraio 2018 viene chiamato a guidare la Feralpisalò, formazione lombarda militante nel campionato di Serie C. Il 7 maggio 2019, dopo la fine della stagione regolare, viene sollevato dall'incarico, assieme al suo staff, prima dei play-off.
Il 21 giugno 2019 viene nominato allenatore della Reggina, con cui sottoscrive un contratto biennale.. A seguito della sospensione definitiva della stagione regolare a causa della pandemia di COVID-19, Toscano vince il campionato riportando la Reggina in serie cadetta dopo sei anni di assenza, con 69 punti raccolti in 30 partite disputate, a 9 lunghezze dal Bari secondo. È il primo a ottenere la promozione in Serie B sia come calciatore sia come allenatore nella storia degli amaranto. Dopo una complicata prima parte di stagione, con la squadra al quindicesimo posto nel campionato di Serie B 2020-2021, il 14 dicembre 2020 viene sollevato dall'incarico poche ore dopo la sconfitta casalinga contro il Venezia (1-2), con un bilancio di 10 punti raccolti in 12 giornate.
Esattamente un anno dopo, il 14 dicembre 2021,torna sulla panchina del club reggino, sostituendo l'esonerato Alfredo Aglietti con la squadra al tredicesimo posto con 22 punti dopo 17 partite. Dopo sole tre partite, risoltesi in un pareggio e due sconfitte, e poco più di un mese dal suo ritorno, il 23 gennaio 2022 viene sollevato dall'incarico con la squadra al quattordicesimo posto.

#### Cesena
Il 18 giugno 2022 viene nominato allenatore del Cesena, con cui sottoscrive un contratto biennale. Dopo essersi piazzato al secondo posto nella classifica regolare a soli due punti dalla Reggiana, ai play-off ha la meglio sul Vicenza in virtù del miglior piazzamento in classifica ma viene eliminato in semifinale dal Lecco ai rigori. Il 30 marzo 2024, dopo la vittoria per 1-0 sul Pescara, con i romagnoli ottiene la promozione in Serie B e annessa vittoria del campionato con quattro giornate d'anticipo terminando la stagione con un vantaggio di 21 punti sulla Torres seconda.

#### Catania
Il 18 giugno 2024, dopo aver risolto anticipatamente il proprio contratto con il Cesena, viene annunciato il suo approdo sulla panchina del Catania, sempre in Serie C. Dopo il quinto posto nella classifica regolare, la squadra di Toscano viene eliminata al primo turno dei play-off nazionali per mano del Pescara.

## Statistiche

### Statistiche da allenatore
Statistiche aggiornate al 14 maggio 2025. In grassetto le competizioni vinte.
| Stagione            | Squadra            | Campionato         | Campionato | Campionato | Campionato | Campionato | Coppe nazionali | Coppe nazionali | Coppe nazionali | Coppe nazionali | Coppe nazionali | Coppe continentali | Coppe continentali | Coppe continentali | Coppe continentali | Coppe continentali | Altre coppe | Altre coppe | Altre coppe | Altre coppe | Altre coppe | Totale | Totale | Totale | Totale | % Vittorie | Piazzamento        |
| Stagione            | Squadra            | Comp               | G          | V          | N          | P          | Comp            | G               | V               | N               | P               | Comp               | G                  | V                  | N                  | P                  | Comp        | G           | V           | N           | P           | G      | V      | N      | P      | %          | Piazzamento        |
| ------------------- | ------------------ | ------------------ | ---------- | ---------- | ---------- | ---------- | --------------- | --------------- | --------------- | --------------- | --------------- | ------------------ | ------------------ | ------------------ | ------------------ | ------------------ | ----------- | ----------- | ----------- | ----------- | ----------- | ------ | ------ | ------ | ------ | ---------- | ------------------ |
| 2007-2008           | Cosenza            | D                  | 34+5       | 25+3       | 5+1        | 4+1        | CI-D            | 4               | 2               | 0               | 2               | -                  | -                  | -                  | -                  | -                  | -           | -           | -           | -           | -           | 43     | 30     | 6      | 7      | 69,77      | 1º (prom.)         |
| 2008-2009           | Cosenza            | 2D                 | 34         | 19         | 10         | 5          | CI-LP           | 5               | 3               | 0               | 2               | -                  | -                  | -                  | -                  | -                  | SdL-2D      | 2           | 0           | 0           | 2           | 41     | 22     | 10     | 9      | 53,66      | 1º (prom.)         |
| 2009-apr. 2010      | Cosenza            | 1D                 | 29         | 10         | 10         | 9          | CI+CI-LP        | 2+6             | 1+4             | 0+1             | 1+1             | -                  | -                  | -                  | -                  | -                  | -           | -           | -           | -           | -           | 37     | 15     | 11     | 11     | 40,54      | Eson.              |
| gen.-feb. 2011      | Cosenza            | 1D                 | 2          | 0          | 0          | 2          | CI+CI-C         | -               | -               | -               | -               | -                  | -                  | -                  | -                  | -                  | -           | -           | -           | -           | -           | 2      | 0      | 0      | 2      | &0,00      | Eson., Sub., Eson. |
| Totale Cosenza      | Totale Cosenza     | Totale Cosenza     | 104        | 57         | 26         | 21         |                 | 17              | 10              | 1               | 6               |                    | -                  | -                  | -                  | -                  |             | 2           | 0           | 0           | 2           | 123    | 67     | 27     | 29     | 54,47      |                    |
| 2011-2012           | Ternana            | 1D                 | 34         | 17         | 14         | 3          | CI-LP           | 6               | 4               | 1               | 1               | -                  | -                  | -                  | -                  | -                  | SdL-1D      | 2           | 0           | 1           | 1           | 42     | 21     | 16     | 5      | 50,00      | 1º (prom.)         |
| 2012-2013           | Ternana            | B                  | 42         | 12         | 17         | 13         | CI              | 2               | 1               | 0               | 1               | -                  | -                  | -                  | -                  | -                  | -           | -           | -           | -           | -           | 44     | 13     | 17     | 14     | 29,55      | 9º                 |
| ago.-dic. 2013      | Ternana            | B                  | 21         | 5          | 7          | 9          | CI              | 1               | 0               | 0               | 1               | -                  | -                  | -                  | -                  | -                  | -           | -           | -           | -           | -           | 22     | 5      | 7      | 10     | 22,73      | Eson.              |
| 2014-2015           | Novara             | LP                 | 38         | 22         | 11         | 5          | CI+CI-LP        | 1+1             | 0+0             | 1+0             | 0+1             | -                  | -                  | -                  | -                  | -                  | SC-LP       | 2           | 1           | 1           | 0           | 42     | 23     | 13     | 6      | 54,76      | 1º (prom.)         |
| ago.-set. 2015      | Ternana            | B                  | 4          | 0          | 1          | 3          | CI              | 2               | 1               | 0               | 1               | -                  | -                  | -                  | -                  | -                  | -           | -           | -           | -           | -           | 6      | 1      | 1      | 4      | 16,67      | Dimis.             |
| Totale Ternana      | Totale Ternana     | Totale Ternana     | 101        | 34         | 39         | 28         |                 | 11              | 6               | 1               | 4               |                    | -                  | -                  | -                  | -                  |             | 2           | 0           | 1           | 1           | 114    | 40     | 41     | 33     | 35,09      |                    |
| ago.-nov. 2016      | Avellino           | B                  | 16         | 4          | 4          | 8          | CI              | 1               | 0               | 0               | 1               | -                  | -                  | -                  | -                  | -                  | -           | -           | -           | -           | -           | 17     | 4      | 4      | 9      | 23,53      | Eson.              |
| feb.-giu. 2018      | Feralpisalò        | C                  | 9+6        | 3+3        | 3+1        | 3+2        | CI+CI-C         | -               | -               | -               | -               | -                  | -                  | -                  | -                  | -                  | -           | -           | -           | -           | -           | 15     | 6      | 4      | 5      | 40,00      | Sub. 6º            |
| 2018-2019           | Feralpisalò        | C                  | 38         | 17         | 11         | 10         | CI+CI-C         | 2+3             | 1+1             | 0+1             | 1+1             | -                  | -                  | -                  | -                  | -                  | -           | -           | -           | -           | -           | 43     | 19     | 12     | 12     | 44,19      | 4º                 |
| Totale Feralpisalò  | Totale Feralpisalò | Totale Feralpisalò | 53         | 23         | 15         | 15         |                 | 2+3             | 1+1             | 0+1             | 1+1             |                    | -                  | -                  | -                  | -                  |             | -           | -           | -           | -           | 58     | 25     | 16     | 17     | 43,10      |                    |
| 2019-2020           | Reggina            | C                  | 30         | 21         | 6          | 3          | CI+CI-C         | 2+1             | 1+0             | 0+0             | 1+1             | -                  | -                  | -                  | -                  | -                  | -           | -           | -           | -           | -           | 33     | 22     | 6      | 5      | 66,67      | 1º (prom.)         |
| set.-dic. 2020      | Reggina            | B                  | 12         | 2          | 4          | 6          | CI              | 2               | 1               | 0               | 1               | -                  | -                  | -                  | -                  | -                  | -           | -           | -           | -           | -           | 14     | 3      | 4      | 7      | 21,43      | Eson.              |
| dic. 2021-gen. 2022 | Reggina            | B                  | 3          | 0          | 1          | 2          | CI              | -               | -               | -               | -               | -                  | -                  | -                  | -                  | -                  | -           | -           | -           | -           | -           | 3      | 0      | 1      | 2      | &0,00      | Sub., Eson.        |
| Totale Reggina      | Totale Reggina     | Totale Reggina     | 45         | 23         | 11         | 11         |                 | 5               | 2               | 0               | 3               |                    | -                  | -                  | -                  | -                  |             | -           | -           | -           | -           | 50     | 25     | 11     | 14     | 50,00      |                    |
| 2022-2023           | Cesena             | C                  | 38+4       | 23+1       | 10+2       | 5+1        | CI-C            | 2               | 1               | 0               | 1               | -                  | -                  | -                  | -                  | -                  | -           | -           | -           | -           | -           | 44     | 25     | 12     | 7      | 56,82      | 2º                 |
| 2023-2024           | Cesena             | C                  | 38         | 30         | 6          | 2          | CI+CI-C         | 2+2             | 0+1             | 1+0             | 1+1             | -                  | -                  | -                  | -                  | -                  | SC-C        | 2           | 1           | 1           | 0           | 44     | 32     | 8      | 4      | 72,73      | 1º (prom.)         |
| Totale Cesena       | Totale Cesena      | Totale Cesena      | 80         | 54         | 18         | 8          |                 | 6               | 2               | 1               | 3               |                    | -                  | -                  | -                  | -                  |             | 2           | 1           | 1           | 0           | 88     | 57     | 20     | 11     | 64,77      |                    |
| 2024-2025           | Catania            | C                  | 34+4       | 14+3       | 12         | 8+1        | CI+CI-C         | 1+2             | 0+0             | 0+1             | 1+1             | -                  | -                  | -                  | -                  | -                  | -           | -           | -           | -           | -           | 41     | 17     | 13     | 11     | 41,46      | 5º                 |
| 2025-2026           | Catania            | C                  | 0          | 0          | 0          | 0          | CI-C            | 1               | 0               | 0               | 1               | -                  | -                  | -                  | -                  | -                  | -           | -           | -           | -           | -           | 1      | 0      | 0      | 1      | &0,00      | in corso           |
| Totale Catania      | Totale Catania     | Totale Catania     | 38         | 17         | 12         | 9          |                 | 4               | 0               | 1               | 3               |                    | -                  | -                  | -                  | -                  |             | -           | -           | -           | -           | 42     | 17     | 13     | 12     | 40,48      |                    |
| Totale carriera     | Totale carriera    | Totale carriera    | 475        | 234        | 136        | 105        |                 | 51              | 22              | 6               | 23              |                    | -                  | -                  | -                  | -                  |             | 8           | 2           | 3           | 3           | 534    | 258    | 145    | 131    | 48,31      |                    |

## Palmarès

### Giocatore

#### Competizioni nazionali
- Campionato italiano Serie C1: 2

Reggina: 1994-1995 (girone B)
Cosenza: 1997-1998 (girone B)

#### Competizioni interregionali
- Serie D: 1

Rende: 2003-2004 (girone I)

### Allenatore

#### Competizioni interregionali
- Serie D: 1

Cosenza: 2007-2008 (girone I)

#### Competizioni nazionali
- Lega Pro Seconda Divisione: 1

Cosenza: 2008-2009 (girone C)
- Lega Pro Prima Divisione: 1

Ternana: 2011-2012 (girone A)
- Lega Pro: 1

Novara: 2014-2015 (girone A)
- Serie C: 2

Reggina: 2019-2020 (girone C)
Cesena: 2023-2024 (girone B)
- Supercoppa di Lega Pro: 1

Novara: 2015
- Supercoppa Serie C: 1

Cesena: 2024

#### Individuale
- Panchina d'oro Prima Divisione: 1

2011-2012